# Nunutana (Ort)
Nunutana ist ein osttimoresischer Ort im Suco Raifun (Verwaltungsamt Maliana, Gemeinde Bobonaro). Er liegt im Osten der Aldeia Nunutana, auf einer Meereshöhe von 733 m. Westlich befindet sich der kleine Ort Leotaek. Etwa ein Kilometer nordwestlich erhebt sich der Leolaco (1913 m). Östlich fließt der Biabuil, ein Nebenfluss des Marobos.
In Nunutana gibt es eine Grundschule und seit 2007 ein Hospital, dass 3000 Menschen in der Region versorgt. Im Westen befindet sich ein Denkmal für Coporal Stuart MacMillan Jones, einem australischen Soldaten der INTERFET, der hier am 9. August 2000 bei einem Unfall ums Leben kam.